# مارك بيري
مارك بيري (بالإنجليزية: Marque Perry)‏ مواليد 28 يناير 1981 في شيكاغو، هو لاعب كرة سلة أمريكي. بدأ مسيرته الاحترافية في سنة 2003. يبلغ طوله 6 قدم 1 بوصة (1.9 م).

## المسيرة الاحترافية
لعب مع نادي أولمبياكوس لكرة السلة في موسم 2004–2005، ثم لعب مع أورلاندينا باسكيت في الدوري الإيطالي في موسم 2005–2006، ثم لعب مع بانفيت لكرة السلة في الدوري التركي في موسم 2006–2007، ثم لعب مع زينيت سانت بطرسبرغ في الدوري الروسي في موسم 2008–2009، ثم لعب مع بشكتاش لكرة السلة في الدوري التركي في سنة 2010، ثم لعب مع نادي أوليمبيا لكرة السلة في موسم 2010–2011.

## روابط خارجية
- مارك بيري على موقع الاتحاد الدولي لكرة السلة (الإنجليزية)
- مارك بيري على موقع كرة السلة الأوروبية.كوم (الإنجليزية)
- مارك بيري على موقع كلية كرة السلة في سبورتس رفرنس.كوم (الإنجليزية)
- مارك بيري على موقع ريلجم (الإنجليزية)
- مارك بيري على موقع بروبوليرز (الإنجليزية)
- مارك بيري على موقع سبورتس رفرنس (الإنجليزية)
- مارك بيري على موقع سبورتس رفرنس (الإنجليزية)